# Tricia Marwick
Tricia Marwick, née le 5 novembre 1953 à Cowdenbeath, est une femme politique britannique, membre du Parti national écossais (SNP). Elle est présidente du Parlement écossais de 2011 à 2016.

## Biographie

### Jeunesse et formation
Née à Cowdenbeath, elle grandit à Fife. De 1992 à 1999, elle est chargée de communication de Shelter Scotland, une association d'aide aux sans-abris.

### Membre du Parlement écossais
Lors des élections de 1999, Tricia Marwick est élue membre du Parlement écossais, où elle représente la circonscription de Fife. Elle est réélue en 2003. De 1999 à 2007, elle est membre du cabinet fantôme du SNP, au sein duquel elle est notamment Whip en 2004 puis chargée du logement de 2005 à 2007.
Réélue lors des élections parlementaires de 2007, elle est nommée représentante du SNP au Scottish Parliamentary Corporate Body, commission qui gère le budget, le personnel et les biens immobiliers du Parlement écossais.

### Présidente du Parlement écossais
Après les élections parlementaires écossaises de 2011, elle est élue présidente du Parlement écossais le 11 mai suivant. Elle est la deuxième membre du SNP et la première femme à occuper cette fonction.
Le 1er octobre 2012, elle est nommée au Conseil privé.
Elle ne se représente pas aux élections du 5 mai 2016.